# Jörn Rüsen

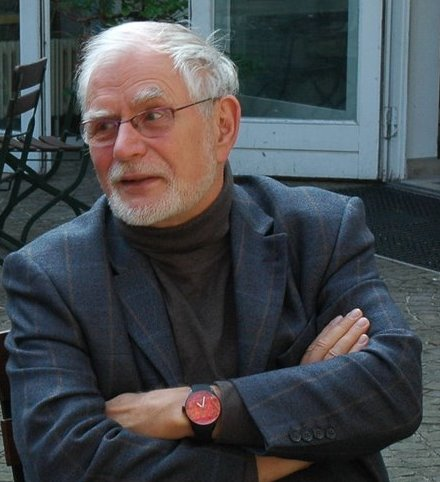
Jörn Rüsen (2008)

Jörn Rüsen (* 19. Oktober 1938 in Duisburg) ist ein deutscher Historiker und Kulturwissenschaftler.

## Leben
Jörn Rüsen studierte Geschichte, Philosophie, Literaturwissenschaft und Pädagogik an der Universität zu Köln. 1966 folgte die Promotion zur Geschichtstheorie Johann Gustav Droysens. Betreuer der Arbeit waren Günter Rohrmoser und Theodor Schieder. Nach Tätigkeiten als Wissenschaftlicher Assistent an der Universität Braunschweig und an der Freien Universität Berlin wurde er 1974 als Professor für Neuere Geschichte mit besonderer Berücksichtigung der Fachdidaktik an die Ruhr-Universität Bochum berufen, wo er bis 1989 tätig war.
Von 1989 bis 1997 war er Professor für Allgemeine Geschichte mit besonderer Berücksichtigung der Geschichtstheorie an der Universität Bielefeld. 1994 bis 1997 war er zugleich geschäftsführender Direktor des Zentrums für interdisziplinäre Forschung (ZiF) der Universität Bielefeld.
Von 1997 bis 2007 war Rüsen Direktor des Kulturwissenschaftlichen Instituts Essen (KWI). Seit dem Wintersemester 1996/97 hatte er zugleich eine Professur für Allgemeine Geschichte und Geschichtskultur an der Universität Witten/Herdecke inne, 2009 wurde er emeritiert. Seit 2004 ist er zudem Vorsitzender des Vorstands der „Stiftung für Kulturwissenschaften“.
2019 wurde Rüsen in die Academia Europaea gewählt.

## Wissenschaftliches Wirken
Jörn Rüsen gilt als einer der einflussreichsten Geschichtstheoretiker seiner Generation. Neben Forschungs- und Publikationstätigkeit zu Theorie und Methodik der Geschichtswissenschaft äußerte er sich auch zur Geschichte des Historischen Denkens und zur Geschichtsdidaktik.
In den 1980er Jahren erarbeitete Jörn Rüsen vor dem Hintergrund des Wandels vom Historismus (Geschichtswissenschaft) zur Historischen Sozialwissenschaft mit seinen Grundzügen einer Historik einen wichtigen Beitrag zu einer neuen Grundlegung der Geschichtswissenschaft. Unter anderem mit dem Begriff der disziplinären Matrix der Geschichtswissenschaft ist es Rüsen gelungen, nicht nur einzelne Ideen der Geschichtswissenschaft herauszuarbeiten, sondern einen inneren kohärenten Zusammenhang begrifflich zu formulieren und in eine Theorie der Geschichtswissenschaft einzubetten. Die disziplinäre Matrix stellt sich so als ein Kreislauf von fünf Faktoren dar: Erkenntnisinteresse an der Vergangenheit; Ideen, die als leitende Sinnkriterien fungieren; den Methoden der empirischen Forschung; den Darstellungsformen sowie den Handlungen und Orientierungen, die die Erkenntnisse des geschichtswissenschaftlichen Forschens in die Daseinsorientierung integrieren.
Auch sein Konzept von Geschichtskultur „als praktisch wirksame Artikulation von Geschichtsbewusstsein im Leben einer Gesellschaft“ kann helfen, das Verhältnis des Menschen zu seiner Vergangenheit besser zu verstehen. Geschichtskultur hat Rüsen zufolge eine kognitive (nach Wahrheitskriterien strukturierte), eine politische (nach Machtkriterien geformte) und eine ästhetische (Schönheitskriterien unterliegende) Dimension. Diese Dimensionen sind in der öffentlichen Geschichtskultur, dem Umgang der Gesellschaft mit ihrer Geschichte, komplex verflochten und durchdringen sich gegenseitig. Die Untersuchung historischer Sinnbildung in den drei genannten Dimensionen steht im Mittelpunkt von Rüsens Forschungen.
In den letzten Jahren hat Rüsen zunehmend zu übergreifenden kulturwissenschaftlichen Themen publiziert. Rüsen beschäftigt sich unter anderem mit Begriffen wie Fortschritt und Globalisierung.
Am 25. November 2016 richtete das Historische Seminar – Abteilung für Didaktik der Geschichte und Geschichte der Europäischen Integration der Universität zu Köln ein Ehrenkolloquium zu seiner goldenen Promotion aus.

## Schriften (Auswahl)
Autorschaften
- mit Martin Klüners: Religion und Sinn. Vandenhoeck und Ruprecht, Göttingen 2020, ISBN 978-3-525-45326-1.
- Historik. Theorie der Geschichtswissenschaft. Böhlau, Köln/Weimar/Wien 2013, ISBN 978-3-412-21110-3 (Rezension auf sehepunkte).
- Kultur macht Sinn. Orientierung zwischen Gestern und Morgen. Böhlau, Weimar 2006, ISBN 3-412-29605-8.
- Kann Gestern besser werden? Essays zum Bedenken der Geschichte. Kadmos Kulturverlag, Berlin 2002, ISBN 3-931659-44-5.
- Geschichte im Kulturprozeß. Böhlau, Köln 2002, ISBN 3-412-06002-X.
- Zerbrechende Zeit. Über den Sinn der Geschichte. Böhlau, Köln 2001, ISBN 3-412-13000-1.
  - Zweite Auflage: Zerbrechende Zeit. Lit, Münster 2020, ISBN 978-3-643-14519-2.
- Historische Orientierung. Über die Arbeit des Geschichtsbewußtseins, sich in der Zeit zurechtzufinden. Böhlau, Köln 1994, ISBN 3-412-09492-7.
- Historisches Lernen. Grundlagen und Paradigmen. Böhlau, Köln u. a. 1994, ISBN 3-412-13393-0.
- Was ist Geschichtskultur? In: Klaus Füßmann (Hrsg.): Historische Faszination. Geschichtskultur heute. Böhlau, Köln 1994, S. 3–26.
- Konfigurationen des Historismus. Studien zur deutschen Wissenschaftskultur. Suhrkamp, Frankfurt a. M. 1993, ISBN 3-518-28682-X.
- Zeit und Sinn. Strategien historischen Denkens. Fischer, Frankfurt 1990, ISBN 3-596-27435-4. Neuausgabe: Verlag Humanities Online, Frankfurt am Main 2012, ISBN 978-3-941743-21-2.
- mit Friedrich Jaeger: Geschichte des Historismus. Eine Einführung. C. H. Beck, München 1992, ISBN 3-406-36081-5.
- Grundzüge einer Historik. 3 Bände:
  1. Historische Vernunft. Die Grundlagen der Geschichtswissenschaft. Vandenhoeck und Ruprecht, Göttingen 1983, ISBN 3-525-33482-6.
  2. Rekonstruktion der Vergangenheit. Vandenhoeck und Ruprecht, Göttingen 1986, ISBN 3-525-33517-2.
  3. Lebendige Geschichte. Formen und Funktionen des historischen Wissens. Vandenhoeck und Ruprecht, Göttingen 1989, ISBN 3-525-33554-7.
- Der Strukturwandel der Geschichtswissenschaft und die Aufgabe der Historik. In: Alwin Diemer (Hrsg.): Die Struktur wissenschaftlicher Revolutionen und die Geschichte der Wissenschaften. Symposium der Gesellschaft für Wissenschaftsgeschichte anlässlich ihres zehnjährigen Bestehens 8.–10. Mai 1975 in Münster. Hain, Meisenheim 1977, S. 110–119.
- Begriffene Geschichte. Genesis und Begründung der Geschichtstheorie J. G. Droysens. Schöningh, Paderborn 1969 (zugleich: Dissertation, 1966).

Herausgeberschaften
- mit Dirk Fleischer: Kaspar Royko – Einleitung in die christliche Religions- und Kirchen-Geschichte. Verlag Traugott Bautz, Nordhausen 2013, ISBN 978-3-88309-858-6.
- Perspektiven der Humanität. Menschsein im Diskurs der Disziplinen. Transcript, Bielefeld 2010, ISBN 978-3-8376-1414-5.
- Humanism in intercultural perspective. Experiences and expectations. Transcript, Bielefeld 2009, ISBN 978-3-8376-1344-5.
- mit Annelie Ramsbrock, Michael Fehr: Die Unruhe der Kultur. Potentiale des Utopischen. Velbrück Wissenschaft, Weilerswist 2004, ISBN 3-934730-77-9.
- Handbuch der Kulturwissenschaften. 2 Bde., Metzler, Stuttgart 2004, ISBN 3-476-01960-8.
- Zeit deuten. Perspektiven – Epochen – Paradigmen. Transcript, Bielefeld 2003, ISBN 3-89942-149-3.
- mit Saul Friedländer: Richard Wagner im Dritten Reich. Ein Schloss-Elmau-Symposion. C. H. Beck, München 2000, ISBN 3-406-42156-3.
- mit Jürgen Straub: Die dunkle Spur der Vergangenheit. Psychoanalytische Zugänge zum Geschichtsbewußtsein. Suhrkamp, Frankfurt a. M. 1998, ISBN 3-518-29003-7.
- mit Klaus E. Müller: Historische Sinnbildung. Problemstellungen, Zeitkonzepte, Wahrnehmungshorizonte, Darstellungsstrategien. rowohlts enzyklopädie, Reinbek 1977, ISBN 3-499-55584-0.